# Libavka hrotitá
Libavka hrotitá (Gaultheria mucronata) je druh rostlin z čeledě vřesovcovité (Ericaceae), je původní v jižní Chile. Plody jsou červené nebo bílé bobule. Běžně je nazývána chaura. I když plody jsou jedlé, jsou bez chuti. V Severní Americe jsou mrazuvzdorné rostliny často pěstovány jako okrasné rostliny.

## Popis
Keřík vysoký 1.2m, široký 1.5m ale zpravidla menší. Listy lesklé, světle až středně-zelené, mají atraktivní bronzový odstín v zimě. Kvete od května do června růžovo bílými květy. Plody jsou nápadné, relativně velké, čistě bílé, nebo růžovočervené bobule, které vytrvají až do podzimu, někdy přes zimu do jara. Rostliny jsou jednopohlavné s výjimkou kultivaru ‘Bell’s Seedling’.

## Rozšíření
Libavka hrotitá pochází z jihu Jižní Ameriky. Vyskytuje se v Argentině a Chile.

## Pěstování
Rostliny vhodné pro začátečníky, nevyžadují zvláštní péči. Vyžadují plné slunce, nebo polostín, propustnou, vlhkou, kyselou půdu, nejlépe promísenou s rašelinou. Dává přednost hlinité, kyselé půdě, ale snese bažinaté podmínky. Je mrazuvzdorná.Rostliny jsou jednopohlavné a aby plodily bobule, musí být vysázeny v blízkosti samčí rostliny. Odrůda ‘Bell’s Seedling’ je však oboupohlavná rostlina, takže vytváří červené trvanlivé bobule, i když ji pěstujeme osamoceně. Lze ji řezat na pěkný, kompaktní tvar během léta. K rostlinám je vhodné přidávat pro udržení kyselosti pravidelně rašelinu a pravidelně během léta zalévat.

## Choroby a škůdci
Nejsou známi, obvykle chorobami netrpí.

## Synonyma
- Pernettya mucronata
- Arbutus mucronata
- Brossaea mucronata
- Pernettya philippii
- Brossaea philippiana

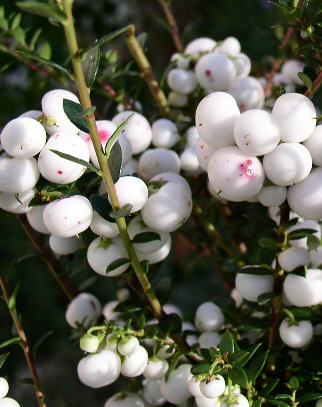
Gaultheria mucronata 'Wintertime'
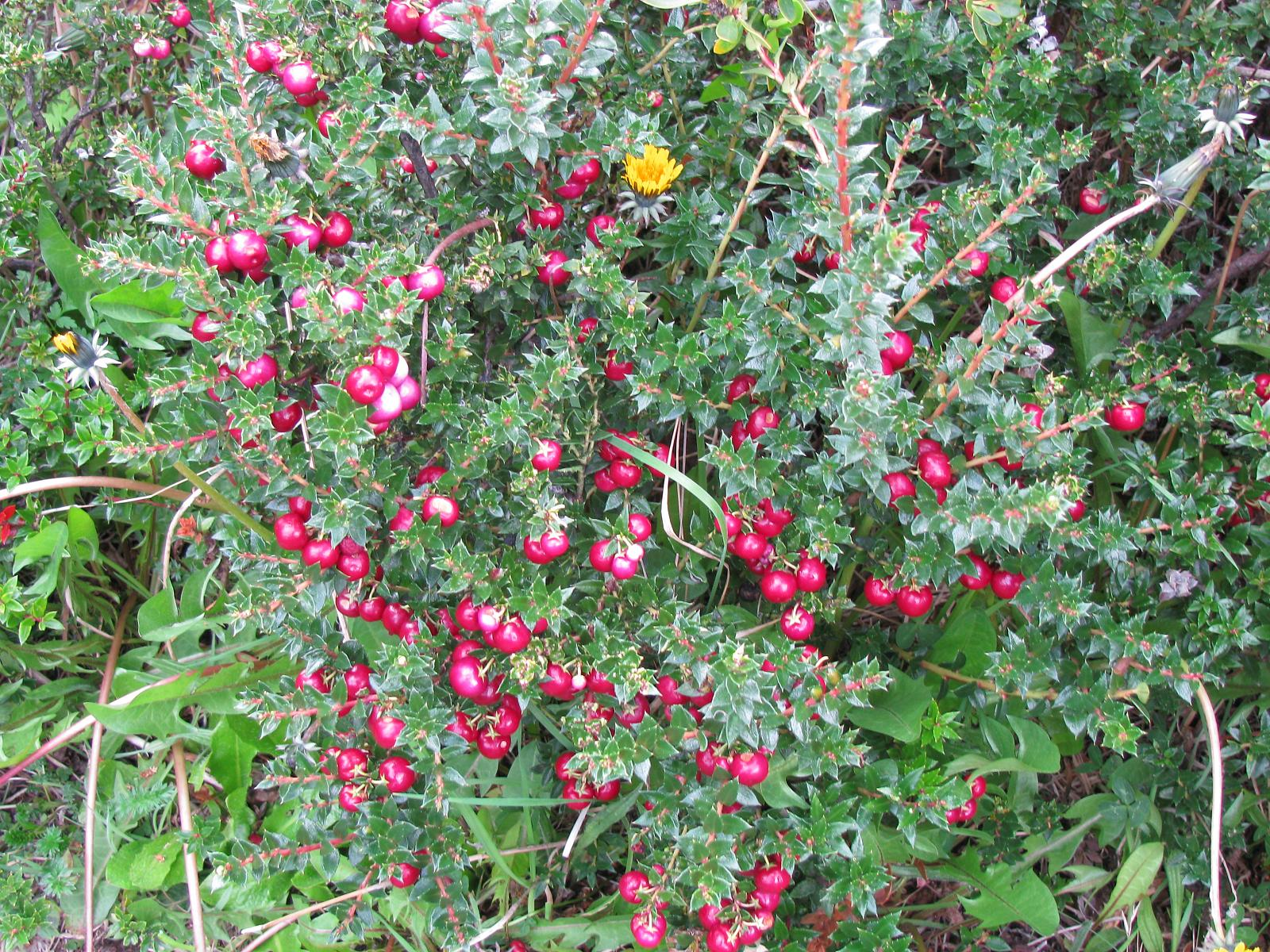
Kultivar 'Bell’s Seedling'